# Pakalubiczy
Pakalubiczy (biał. Пакалюбічы; ros. Поколюбичи, Pokolubiczi, pol. hist. Pokolubicze) – agromiasteczko na Białorusi, w obwodzie homelskim, w rejonie homelskim, w sielsowiecie Pakalubiczy, przy drodze republikańskiej R30.

## Historia
W XIX i w początkach XX w. położone były w Rosji, w guberni mohylewskiej, w powiecie homelskim. Były wówczas siedzibą gminy (wołości) Pokolubicze. Posiadały cerkiew.
Następnie w granicach Związku Sowieckiego. Od 1991 w niepodległej Białorusi.